# خطبه غراء
خطبه غَرّاء، خطبه‌ای است که علی بن ابی‌طالب در آن از دنیا و آخرت سخن گفته و مردم را سفارش به تقوا کرده‌است.

## ساختار خطبه
علی این خطبه را با ستایش خداوند و شهادت به نبوت محمد آغاز می‌کند و کلام خود را با سفارش به تقوا، یادآوری نعمت‌هایی که خدا به بندگان اعطا کرده، محل آزمایش بودن دنیا، یادآوری مرگ و عالم قبر و قیامت و نابود شدن جسم انسان و خوراک خزندگان شدنش ادامه می‌دهد. علی بن ابی‌طالب به همین مناسبت از آفرینش انسان از زمانی که نطفه‌ای بیش نبود تا زمان مرگ با تعابیری در اوج بلاغت سخن می‌گوید و انسان را از ایستادن در مقابل پروردگار بر حذر می‌دارد. وی در ادامهِ خطبه با ذکر مشقت‌های جان دادن و جدایی از نزدیکان و سختی‌های دوزخ و جهان پس از مرگ، انسان را به پناه بردن به خدا دعوت می‌کند.

به عبارت دیگر می‌توان سخنان علی در این خطبه را به دوزاده بخش کلی تقسیم کرد:
- بخش اول: حمد و ثنای پروردگار و بیان اوصاف جلال و جمال او
- بخش دوم: دعوت به تقوای الهی
- بخش سوم: نکوهش دنیا
- بخش چهارم: معاد و عرصه محشر و صحنه‌های هول انگیز قیامت
- بخش پنجم: شرح آغاز و انجام زندگی بشر
- بخش ششم: اهمیت مسئله تقوا
- بخش هفتم: یادآوری توجه به نعمت‌های الهی
- بخش هشتم: بیان موعظه برای بیداری دل‌ها و هوشیاری عقل‌ها
- بخش نهم: بیان اهمیت مسئله تقوا به بیانی دیگر
- بخش دهم: تاریخچه انسان از زمان جنین بودن تا لحظه مرگ
- بخش یازدهم: هشدار به عدم بازگشت پس از مرگ
- بخش دوازدهم: بیان درس‌های عبرت‌انگیز در تاریخ گذشتگان

## علت بیان خطبه
ابو نعیم اصفهانی در کتاب «حلیة الاولیاء» علت بیان این خطبه را چنین می‌گوید:
به خدا سوگند! اگر این‌ها آنچه را میّتشان مشاهده می‌کند ببینند، گریه بر او را فراموش خواهند کرد (و بر خود خواهند گریست!) به خدا سوگند! مرگ به سراغ یک یک از آنها می‌آید و کسی را باقی نمی‌گذارد.

## بخشی از خطبه
علی بن ابی‌طالب در بخشی از این خطبه چنین می‌گوید:
فَإِنَّ الدُّنْیَا رَنِقٌ مَشْرَبُهَا رَدِغٌ مَشْرَعُهَا یُونِقُ مَنْظَرُهَا وَ یُوبِقُ مَخْبَرُهَا غُرُورٌ حَائِلٌ وَ ضَوْءٌ آفِلٌ وَ ظِلٌّ زَائِلٌ وَ سِنَادٌ مَائِلٌ حَتَّی إِذَا أَنِسَ نَافِرُهَا وَ اطْمَأَنَّ نَاکِرُهَا قَمَصَتْ بِأَرْجُلِهَا وَ قَنَصَتْ بِأَحْبُلِهَا وَ أَقْصَدَتْ بِأَسْهُمِهَا وَ أَعْلَقَتِ الْمَرْءَ أَوْهَاقَ الْمَنِیَّةِ قَائِدَةً لَهُ إِلَی ضَنْکِ الْمَضْجَعِ وَ وَحْشَةِ الْمَرْجِعِ وَ مُعَایَنَةِ الْمَحَلِّ وَ ثَوَابِ الْعَمَلِ. وَ کَذَلِکَ الْخَلَفُ بِعَقْبِ السَّلَفِ لَا تُقْلِعُ الْمَنِیَّةُ اخْتِرَاماً وَ لَا یَرْعَوِی الْبَاقُونَ اجْتِرَاماً یَحْتَذُونَ مِثَالًا وَ یَمْضُونَ أَرْسَالًا إِلَی غَایَةِ الِانْتِهَاءِ وَ صَیُّورِ الْفَنَاءِ.
دنیا، آبشخوری است تیره و تار، و به آب درآمدنگاه آن گلزار. برون سوی آن فریبنده، درون سوی آن کشنده. فریبکاری است زود گذار، سایه ای است ناپایدار، تکیه گاهی است نا استوار. روی خوش نماید تاآن که از وی گریزان است، بدو انس گیرد، و آن که ناشناسای اوست آرامش پذیرد. ناگاه، به چهار دست و پای برخیزد، و ریسمانها درآویزد، آماج تیرهای قضایش سازد، و رشته‌های مرگ بر گلویش اندازد. کشان کشانش براند، تا به خوابگاه تنگش رساند، که منزلگاهی است پر بیم، برای دیدن پاداش کردار از بهشت نعیم یا کیفری از عذاب جحیم. چنین بوده‌است رسم دوران پسینیان از پی پیشینیان روان، نه مرگ دست بردار از تباه کردن آنان، و نه ماندگان از نافرمانی روگردان. آیندگان پا بر جای پای رفتگان نهند، و هر گروه چون رمه بگذرند و نوبت به دسته دیگر دهند تا آن گاه که جهان سرآید، و بانگ نیستی برآید

## جایگاه خطبه
اهمیت و جایگاه این خطبه به قدری است که اکنون و بعد از حدود هزار و چهارصد سالی که از بیان آن می‌گذرد، بارها به زبان‌های مختلف مورد تحقیق، تفسیر و بررسی قرار گرفته و به عنوان موضوع چندین گزارش، مقاله و پایان‌نامه نیز انتخاب شده‌است.